# Jong (koreanischer Familienname)
Jong ist ein koreanischer Familienname. Es kann eine Romanisierung der koreanischen Familiennamen  und 정 sein. 정 wird nach der revidierten Romanisierung Südkoreas als Jeong romanisiert, 종 hingegen als Jong. Nach Varianten von McCune-Reischauer kann 정 als Chŏng, Jŏng und Jong romanisiert werden, während 종 als Chong oder Jong romanisiert wird. Weitere geläufige Varianten sind Chung und Jung.

## Namensträger
- Jong Bum-goo (* 1954), südkoreanischer Politiker und Diplomat
- Jong Chan (* 1953), südkoreanischer Schriftsteller
- Jong Chol-min (* 1988), nordkoreanischer Fußballspieler
- Jong Il-gwan (* 1992), nordkoreanischer Fußballspieler
- Jong Myong-chol (* 1978), nordkoreanischer Langstreckenläufer
- Jong Oh (Künstler) (* 1981), koreanischer Installationskünstler
- Jong Ok-jin (* 1945), nordkoreanische Volleyballspielerin
- Jong Pok-sim (* 1985), nordkoreanische Fußballspielerin
- Jong Song-il (* 1988), nordkoreanischer Eishockeyspieler
- Jong Song-ok (* 1974), nordkoreanische Langstreckenläuferin
- Jong Su-hyok (* 1987), nordkoreanischer Fußballspieler
- Jong Su-hyon (* 1996), nordkoreanische Eishockeyspielerin
- Jong Tae-se (* 1984), nordkoreanischer Fußballspieler
- Jong Yong-ok (* 1981), nordkoreanische Langstreckenläuferin